# The Skull Man
The Skull Man (スカルマン, Sukaru Man) est un manga d'un volume (100 pages) de Shotaro Ishinomori publié en janvier 1970 dans le Weekly Shōnen Magazine.

## Histoire
Mikogami Hayato est un reporter qui souhaite travailler sur une légende urbaine d'actualité qui touche la ville d’Otomo. À la suite des meurtres récents d'un bureaucrate, d'un politicien et d'une actrice que les autorités tentent de cacher en les faisant passer pour des accidents, certaines rumeurs circulent sur l'existence d'un mystérieux individu surnommé Skull Man. Après avoir reçu l'accord de son chef, Hayato part alors enquêter à Ootomo qui se trouve être la ville de son enfance. Durant le voyage, il fera la connaissance de Kiriko, une jeune photographe à qui il va fournir son aide pour passer la frontière gardée par des militaires grâce à ses relations. Ensemble, ils tenteront d’élucider le mystère derrière ces meurtres et ce fameux Skull Man.

## Adaptations

### Manga
Un remake a été dessiné par Kazuhiko Shimamoto en 7 volumes entre 1998 et 2004.

### Animé
La série anime est produite par la compagnie Studio Bones. Elle est diffusée en avril 2007 sur Fuji TV. L'histoire se passe dans un monde contemporain assez étrange, où se côtoient des armes nazies et des technologies récentes, voire futuristes. Le dernier épisode sert de préquelle aux divers mangas et séries de Cyborg 009.

#### Informations
- Nombre d'épisodes : 13
- Durée : 25 minutes
- Première diffusion au Japon : 2007
- Genres : Action, Fantastique

#### Staff
- Réalisation :
- Auteur original : Shotaro Ishinomori
- Character design :
- Musique : Shirō Sagisu
- Animation :
- Générique de début : Hikari no Machi par TOKIO
- Générique de fin :  Ashita wa Ashita no Kimi ga Umareru par Chocolove from AKB48

#### Liste des épisodes
| No | Titre français                                   | Titre japonais                     | Titre japonais                               | Date de 1re diffusion |
| No | Titre français                                   | Kanji                              | Rōmaji                                       | Date de 1re diffusion |
| -- | ------------------------------------------------ | ---------------------------------- | -------------------------------------------- | --------------------- |
| 1  | The Town Where The Mask Dances                   | 仮面が踊る街                       | Kamen ga Odoru Machi                         |                       |
| 2  | The Man Who Came From the Past                   | 過去からきた男                     | Kako Kara Kita Otoko                         |                       |
| 3  | Crimson Rain Falls in the Afternoon              | 真紅の雨は午後に降る               | Shinkou no ame wa gogo ni furu               |                       |
| 4  | Wandering Ghost                                  | 散歩する幽霊                       | Sanpo suru yuurei                            |                       |
| 5  | Fabricated Blindspot                             | 偽りの死角                         | Itsuwari no shikaku                          |                       |
| 6  | Shinigami's Banquet                              | 死神たちの宴                       | Shinigami-tachi no Utage                     |                       |
| 7  | Human-Beast User                                 | 人獣使い師                         | Jinjuu tsukai shi                            |                       |
| 8  | Maiden Whispers in the Moonlight                 | 月光に乙女はささやく               | Gekkou ni otome wa sasayaku                  |                       |
| 9  | Blessings on the Unclean Thing                   | 穢れしものに祝福を                 | Kegareshi mono ni shukufuku                  |                       |
| 10 | Laughing Midnight Circus                         | サーカスは真夜中に嗤う             | Sa-kasu wa mayonaka ni warau                 |                       |
| 11 | O Darkness, Take My Hand                         | 闇よ、我が手を取りたまえ           | Yami yo, waga te o torita mae                |                       |
| 12 | Holy Night of Blood                              | 血の聖夜                           | Chi no seiya                                 |                       |
| 13 | Black Allegory - Everything I Love Has Gone Away | 黒い寓話～愛しきものは全て去りゆく | Kuroi guuwa - Aishikimono wa subete sariyuku |                       |